# Annika Sörenstam
Annika Sörenstam (), née le 9 octobre 1970 à Bro (Suède), est une golfeuse professionnelle suédoise dont les performances la placent comme l'une des meilleures golfeuses de l'histoire. Avant de se retirer sportivement en 2008, elle a remporté quatre-vingt-dix tournois en tant que professionnelle, faisant d'elle la golfeuse la plus victorieuse de l'histoire. Elle a remporté soixante-douze tournois sur le circuit de la LPGA dont dix tournois majeurs et dix-huit autres tournois dans le monde. Au cours de sa carrière, elle a gagné plus de 22 millions de dollars de gains, soit huit de plus que la seconde Karrie Webb. Depuis 2006, elle possède la double nationalité suédoise et américaine.
Elle est désignée à huit reprises comme golfeuse de l'année de la LPGA, elle est la seule golfeuse à avoir rendu une carte de parcours de 59 coups en compétition et détient le record de la plus petite moyenne annuelle de coups par parcours avec 68,6969 en 2004.
Représentant l'Europe dans la Solheim Cup à huit reprises entre 1994 et 2007, elle y détient le record de points remportés dans ce tournoi. En 2003, elle devient la première femme depuis 1945 à prendre part à un tournoi masculin de la PGA Tour lors du tournoi de la Bank of America Colonial. Ses intérêts hors compétition se sont concentrés sur l'académie de golf Annika, l'architecture des parcours de golf, le merchandising de produits dérivés à son effigie et à une fondation charitable.
Elle est élue présidente de la Fédération internationale de golf en décembre 2020.

## Vie privée
Elle vit avec Mike Mcgee et ils ont eu une petite fille Ava Madelyn, née le 1er septembre 2009.

## Biographie
Née dans les environs de Stockholm dans une famille où le père est un ancien dirigeant de IBM, elle partage le goût de ses parents pour le sport. C'est ainsi qu'elle commence le golf à l'âge de 10 ans. Sa sœur cadette, Charlotta, est aussi une joueuse professionnelle de golf, qui évolue également sur le circuit américain du LPGA Tour.
Après avoir pratiqué le football dans le club local, elle se destine au golf à 12 ans. En 1987, elle rejoint l'équipe nationale de golf suédoise. Elle y évolue jusqu'en 1992. Durant ces années, elle participe au championnat du monde amateur par équipes, compétition qu'elle remporte en 1992.
En 1990, elle a rejoint le sol américain pour intégrer une université américaine, l'université d'Arizona. Elle remporte alors sept titres universitaires et devient, en 1991, la première joueuse non américaine à remporter le titre du championnat national de la NCAA. Cette même année, elle est nommée, avec Kelly Robbins, joueuse de l'année. L'année suivante, elle termine seconde du championnat NCAA et de l'Open américain amateur.
Passée professionnelle en 1992, elle manque l'obtention de sa carte pour le LPGA Tour d'un coup lors du tournoi de qualification pour intégrer ce circuit. Lors de l'année 1993, elle est toutefois invitée à participer à trois tournois du LPGA Tour, terminant deux de ceux-ci dans les dix premières. Sur le circuit européen alors nommé WPGET, qu'elle a rejoint en début d'année, elle termine à quatre reprises à la deuxième place. Elle termine avec le titre de rookie of the year (meilleure débutante) du circuit WPGET. Elle obtient également sa carte pour intégrer le LPGA Tour l'année suivante. Pour sa première année sur le circuit américain, elle termine avec le titre de rookie of the Year, meilleure débutante de l'année. Elle termine à trois reprises dans le Top 10, dont une deuxième place lors de l'Open britannique. Elle fait également sa première apparition dans l'équipe européenne de Solheim Cup, compétition qui, comme la Ryder Cup chez les hommes, oppose les États-Unis à l'Europe.
Sa première victoire professionnelle est obtenue sur le sol australien, lors du Holden Australian Open Championship sur le ALPG Tour, circuit professionnel de golf australien.
En 1995, elle remporte son premier titre sur le circuit américain, l'US Open qui est également un Majeur. Avec deux autres victoires sur ce circuit, elle termine à la première place du classement des gains du LPGA Tour. Elle remporte également les titres de Player of the Year, classement établi sur un système de points récompensant les joueuses terminant dans le Top 10 d'un tournoi, et le Vare Trophy, classement récompensant la joueuse avec la moyenne de score la plus basse sur l'ensemble de la saison. Elle remporte également deux tournois sur le circuit européen et termine à la première place du classement de l'Ordre du Mérite, classement établi en fonction des gains obtenus. Elle est ainsi la première joueuse à terminer à la tête du classement des gains sur le circuit américain et sur le circuit européen.
La saison suivante, elle devient la première non américaine à conserver son titre lors de l'US Open. Elle remporte deux autres tournois sur ce circuit, termine seconde d'un autre Majeur, le Kraft Nabisco Championship, et remporte pour la seconde année consécutive le Vare Trophy, devancée par la débutante sur le circuit, l'Australienne Karrie Webb au classement des gains. Sur le circuit européen, sa seule victoire se situe en Suède lors du Trygg-Hansa Ladies' Open.
Avec six victoires sur le circuit LPGA, elle retrouve en 1997 la première place au classement des gains, retrouvant également le titre de Player of the Year, l'Australienne Karrie Webb l'empêchant toutefois de remporter tous les trophées en s'appropriant le Vare Trophy. Sur le circuit européen, elle conserve son titre lors de son tournoi national, désormais appelé Compaq Open.
En 1998, bien que ne remportant pas de victoire en Majeur, son meilleur résultat étant une seconde place lors du tournoi Du Maurier Classic, elle assoit sa domination du circuit américain en remportant quatre nouveaux titres et en terminant de nouveau avec le titre de Player of the Year. Elle retrouve également le titre de Vare Trophy grâce à une saison avec une moyenne de 69,99, devenant la première joueuse à descendre sous la barre de 70. De nouveau, elle conserve son titre dans son tournoi national.
Lors de la saison 1999, elle ne remporte que deux victoires sur le circuit américain.
En 2000, elle est qualifiée pour entrer dans le World Golf Hall of Fame, entrée qui ne sera éligible qu'en 2003 lorsqu'elle aura passé dix années sur le LPGA Tour. Elle devient la première non américaine à rentrer dans le Hall of Fame du golf d'après les critères de sélection de la LPGA. Durant cette saison, elle remporte cinq tournois, dont l'Evian Masters, tournoi disputé en France qui tente alors de devenir l'un des plus grands tournois du golf féminin. La saison, comme la précédente, est dominée par Karrie Webb qui, comme en 1999, a terminé première au classement des gains, et a remporté le titre de Player of the Year et le Vare Trophy.
Cette domination de l'Australienne prend fin l'année suivante lorsque la Suédoise devient la première à dépasser la barre des 2 000 000 de dollars de gains durant une seule saison sur le circuit LPGA. Elle remporte huit victoires sur le circuit américain, dont le Kraft Nabisco Championship, sa troisième victoire dans un Majeur. Elle devient durant cette saison la première femme à réaliser un score de 59 en tournoi. Son année est récompensée par un quatrième titre de joueuse de l'année et un quatrième Vare Trophy.
Alors que l'Australienne avait dit qu'elle mangerait son chapeau (« would eat her hat ») si Sörenstam répétait sa performance de huit victoires en 2002, elle fait mieux en remportant onze victoires sur le circuit américain, dont la victoire de son quatrième Majeur lors du Kraft Nabisco Championship dont elle détient le titre. Durant sa saison, elle aura finalement remporté treize des 25 tournois auxquels elle a participé.
L'année 2003 est marquée par une controverse : elle est invitée à participer à un tournoi du PGA Tour, le Bank of America Colonial disputé à Fort Worth. Elle est la première depuis Babe Zaharias en 1945, à participer à un tournoi du circuit américain. De nombreux joueurs, dont le plus virulent est le Fidjien Vijay Singh, critiquent ce choix. Malgré un premier tour à un coup au-dessus du par, elle ne parvient pas à franchir le cut (aussi appelé coupure).

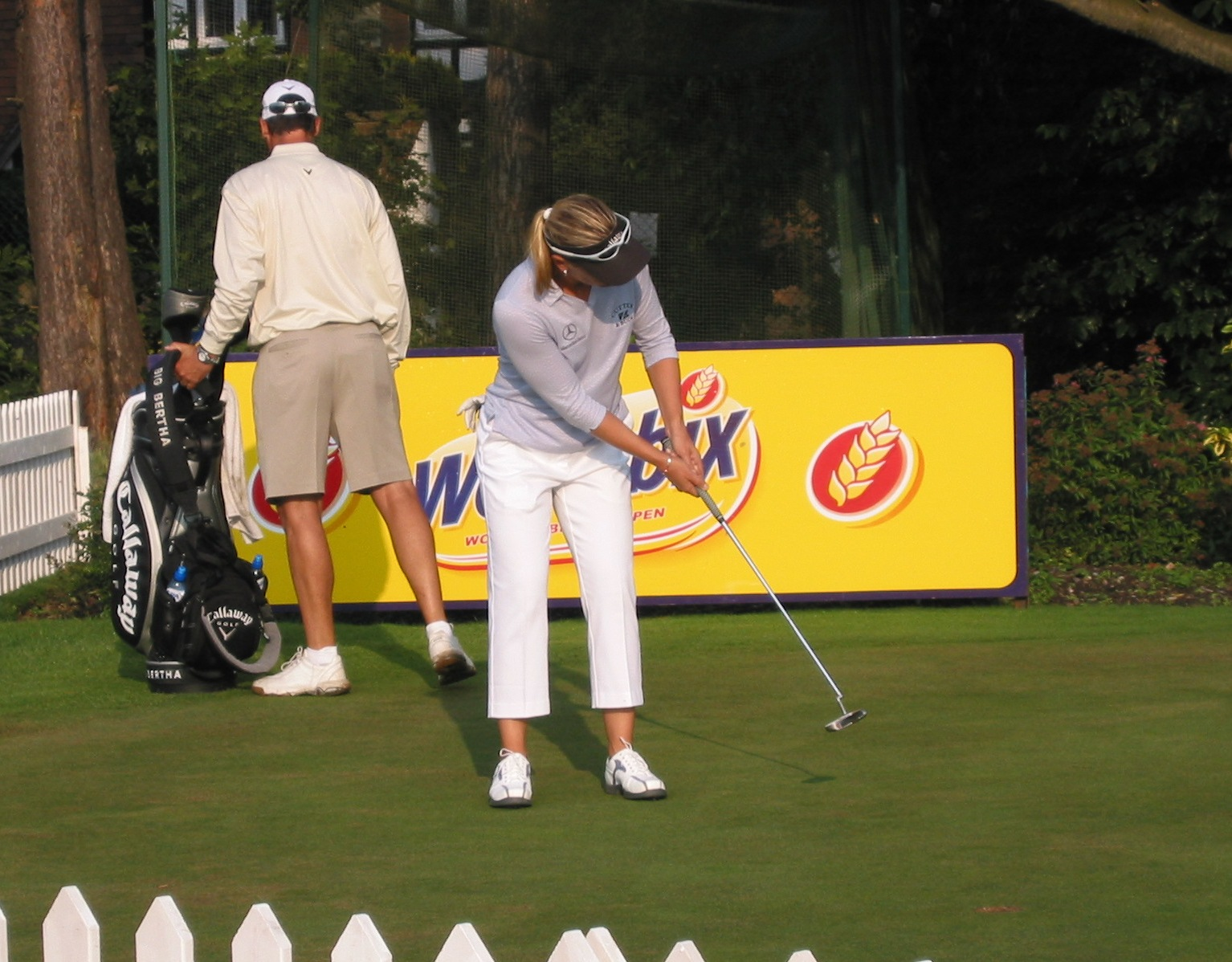
Annika à l'Omnium britannique féminin 2004.

Sur le circuit féminin, elle remporte cette même année six victoires, dont deux titres majeurs, le LPGA Championship puis l'Open britannique, ce qui fait d'elle la sixième joueuse de l'histoire à réaliser le Grand Chelem. Elle termine de nouveau en tête du classement des gains et reçoit son sixième titre de meilleure joueuse de l'année.
Elle continue sa domination du LPGA Tour lors de la saison suivante avec huit nouvelles victoires. Elle remporte sa septième victoire d'un Majeur en défendant son titre lors du LPGA Championship. Sur les 18 tournois du LPGA Tour dont elle prend le départ, elle en termine seize dans le Top 10. Elle devient également la première joueuse à accumuler les 15 millions de dollars de gains en carrière. Durant cette saison, elle réalise une moyenne de 68,69696, ce qui lui aurait octroyé le Vare Trophy si elle avait participé à suffisamment de tournois. Elle termine toutefois pour la septième fois en tête du classement des gains et remporte son septième titre de meilleure joueuse de l'année.

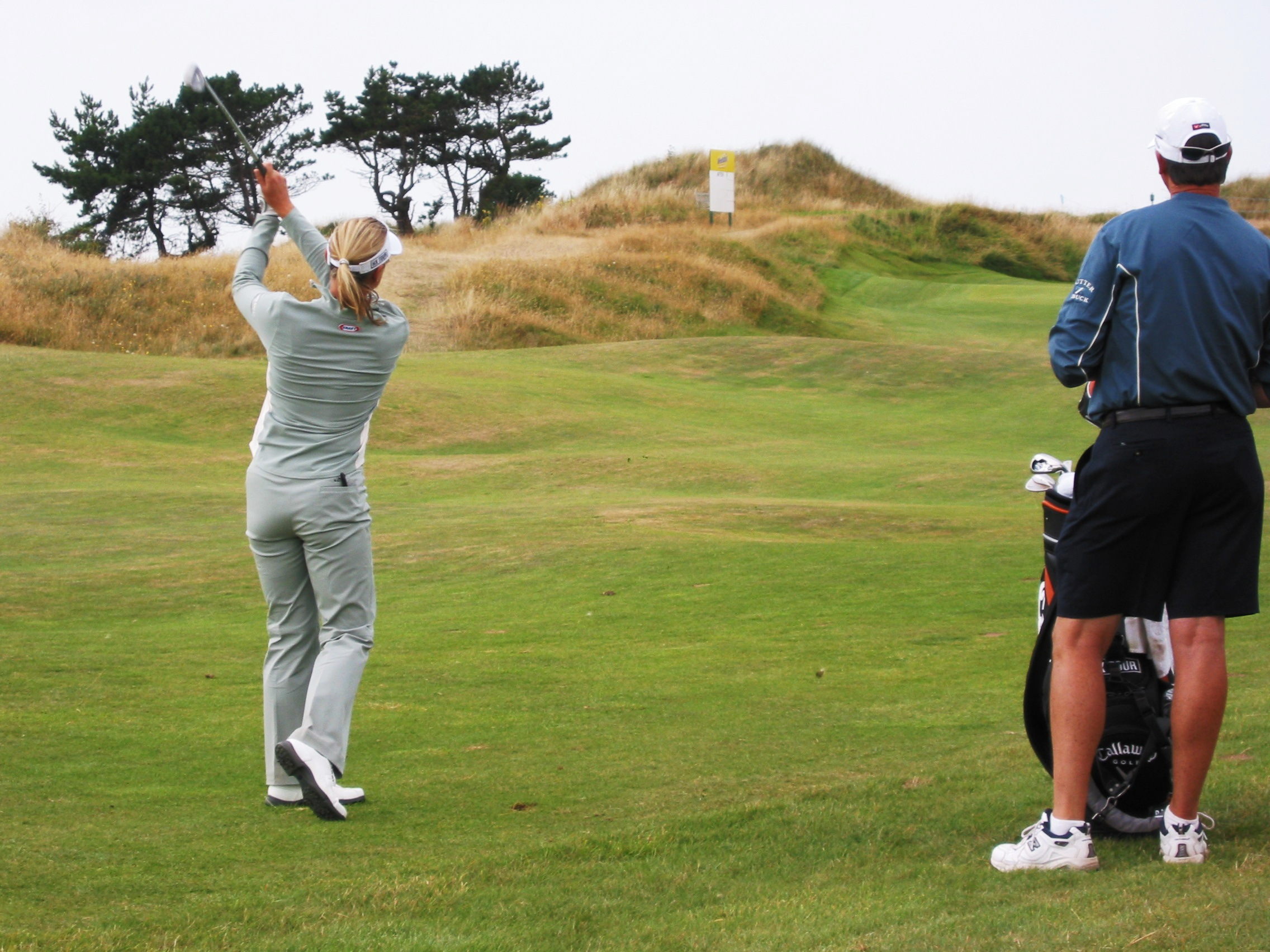
Annika à l'Omnium britannique féminin de 2005.

L'année 2005 est l'année des records : grâce à dix nouvelles victoires sur le LPGA Tour, elle rejoint l'Américaine Kathy Whitworth en tête du nombre de victoires au classement des gains. Elle devient également la première joueuse à avoir remporté le titre de meilleure joueuse de l'année à huit reprises. Elle est également la première joueuse à remporter cinq fois le classement de gains, le titre de Player of the Year et le Vare trophy dans la même année. Elle est également la première à remporter un titre Majeur de la LPGA trois années consécutives. Plus tôt dans la saison, elle avait remporté un autre Majeur, le Kraft Nabisco Championship et le LPGA Championship ce qui porte à neuf son nombre de titres en grand chelem. Elle accumule les records également en dehors du LPGA Tour. Elle devient, avec les quatre points qu'elle apporte lors de sa septième participation à l'épreuve, la joueuse la plus prolifique de la Solheim Cup avec 21 points. Elle a remporté à deux reprises cette compétition avec l'équipe européenne, en 2000 et 2003.
En février 2006, elle devient la première joueuse à être officiellement première au classement mondial du golf féminin. Son début de saison, après une première victoire, est plus difficile que les années précédentes, avec entre autres, huit tournois sans victoire. Elle renoue avec celle-ci en triomphant lors de l'US Open, victoire obtenue après un playoff de 18 trous sur Pat Hurst. Cette victoire est obtenue quelques semaines après avoir officiellement obtenu la double nationalité américaine. Elle termine la saison avec trois victoires sur le circuit américain, où la Mexicaine Lorena Ochoa prend sa succession en tête des classements majeurs, et deux victoires sur le circuit européen.
En 2007, elle subit sa première blessure importante, aux vertèbres du cou, depuis le début de sa carrière en LPGA et laisse à la Mexicaine la première place mondiale en avril. Pour la première fois depuis 1995 et sa première victoire sur le LPGA Tour, elle ne remporte aucune victoire sur ce circuit. Elle remporte une victoire sur le circuit européen, à Dubaï où elle défend son titre.
Se déclarant totalement apte pour la saison suivante, elle commence celle-ci en remportant son 70e titre sur le LPGA Tour. Elle remporte ensuite deux nouveaux trophées. À ce stade de l'année, le 13 mai 2008, elle annonce son intention de mettre un terme à sa carrière à la fin de la saison. Depuis cette annonce, elle a remporté un nouveau titre sur le circuit européen.
Elle dispute son dernier tournoi en décembre 2008 lors du Dubai Ladies Masters, tournoi dont elle a remporté les deux précédentes éditions. Après avoir été en tête à l'issue du deuxième tour, elle termine finalement à la septième place.
Elle est élue présidente de la Fédération internationale de golf en décembre 2020.